# Ятрогения
Ятрогени́я (др.-греч. ἰατρός «врач» + γενεά «рождение») — ухудшение физического или эмоционального состояния человека, ненамеренно спровоцированное медицинским работником.
Значительный интерес к вопросу о влиянии психики на различные физиологические и патологические процессы в человеческом организме возник у врачей и исследователей в начале XX века.
Термин «ятрогения» был введён немецким психиатром Освальдом Бумке в работе «Врач как причина душевных расстройств» в 1925 году (на русский язык эта статья никогда не переводилась), а в русскоязычной медицинской литературе был впервые использован в работах таких психиатров и терапевтов, как Ю. В. Каннабих, Р. А. Лурия и К. И. Платонов.
По определению, данному в довоенном издании Большой медицинской энциклопедии, ятрогения — это «термин, обозначающий отрицательное воздействие врача на больного, когда вместо терапевтического эффекта у больного создаются представления, усугубляющие его болезненное состояние, или образуется псих. комплекс новой болезни». Также ятрогения характеризуется как «отрицательная психотерапия». Начиная с довоенного периода и вплоть до 1970-х годов этот термин продолжал использоваться преимущественно для обозначения психогенных болезней, возникающих от неосторожного высказывания врача.
В настоящее время термин используется расширенно, и согласно МКБ-10 ятрогения понимается как любые нежелательные или неблагоприятные последствия профилактических, диагностических и лечебных вмешательств либо процедур, которые приводят к нарушениям функций организма, ограничению привычной деятельности, инвалидизации или смерти; осложнения медицинских мероприятий, развившиеся в результате как ошибочных, так и правильных действий врача. Иными словами, под ятрогенией понимается «брак медицинской работы». Наряду с таким расширительным толкованием, ятрогенное заболевание некоторыми продолжает рассматриваться как заболевание, «обусловленное неосторожными высказываниями или поступками врача (или другого лица из числа медицинского персонала), неблагоприятно воздействующими на психику больного».
В некоторых литературных источниках вместо «ятрогении» используют несколько иное написание термина — иатрогения. Вариантом ятрогенных заболеваний являются так называемые «болезни третьего курса», когда студент-медик, изучая пропедевтику внутренних болезней, находит симптомы на деле отсутствующего у себя заболевания.

## Ятрогенные факторы
В числе ятрогенных факторов выделяют:
- риски, связанные с терапевтическим воздействием:
  - неблагоприятные (побочные) эффекты назначенных лекарственных средств;
  - избыточное назначение лекарственных средств (например, приводящее к антибиотикорезистентности);
  - нежелательные лекарственные взаимодействия;
- риски, связанные с хирургическими вмешательствами[13];
- врачебные ошибки;
- болезненные методы диагностики[13];
- больничные инфекции[13];
- неверное выполнение назначений, обусловленное, например, неразборчивым почерком врача или опечатками;
- халатность[13];
- недоучёт или недостаток информации, ненадлежащее оснащение, выполнение процедур, техник и методов.

## Типы ятрогении
Р. А. Лурия выделяет два типа ятрогении:
1. Первый тип характеризуется тем, что пациент не имеет серьёзного органического заболевания, но скорее функциональные расстройства, однако неправильно понимает слова врача, принимая свою болезнь за неизлечимую или тяжёлую[2].
2. Второй тип определяется как наличие у пациента тяжёлого заболевания, которое усугубляется вслед за неосторожными словами врача[2].

## Статистика
По данным Всемирной организации здравоохранения (ВОЗ) за 2019 год, ежегодно вследствие несоблюдения правил безопасности при оказании медицинской помощи наносится ущерб миллионам пациентов и погибает 2,6 миллиона человек в одних только странах с низким и средним уровнем дохода. Во всём мире личный, социальный и экономический ущерб, обусловленный причинением вреда пациентам, составляет многие триллионы долларов США. По оценке генерального директора ВОЗ доктора Т. А. Гебрейесуса, каждую минуту в мире от вреда при оказании медицинской помощи погибает как минимум один человек.
В процессе оказания первичной и амбулаторной медицинской помощи наносится вред четырём из десяти пациентов. К самым серьёзным последствиям приводят ошибки при диагностике, при назначении лекарственных средств и их применении. Одни только лекарственные ошибки наносят ущерб около 42 млрд американских долларов в год. Ежегодно несоблюдение правил безопасности и гигиены при хирургических вмешательствах вызывает осложнения почти у 25 % пациентов и приводит к смерти одного миллиона пациентов в ходе операции или непосредственно после неё.
Подсчитано, что превентивные меры, призванные обеспечить безопасность пациентов, могут привести к значительной экономии лекарственных средств и обойтись гораздо дешевле, чем лечение последствий причинения вреда пациентам. В частности, в США меры по повышению безопасности пациентов в больницах, работающих по программе государственного медицинского обеспечения пожилого населения, дали возможность сэкономить порядка 28 млрд американских долларов в период с 2010 по 2015 годы.
Обеспечение активного участия пациентов в процессе медицинской помощи может позволить снизить риск вреда, наносимого при лечении, на 15 % и ежегодно экономить миллиарды долларов.